# Augochloropsis multiplex
Augochloropsis multiplex är en biart som först beskrevs av Joseph Vachal 1903.  Augochloropsis multiplex ingår i släktet Augochloropsis och familjen vägbin. Inga underarter finns listade.